# AB3
Pour les articles homonymes, voir AB3 (homonymie).
AB3 est une chaîne de télévision généraliste commerciale privée francophone de Belgique. La programmation de la chaîne est axée sur le divertissement : celle-ci propose des magazines, des reportages d’actualité, des blockbusters, du cinéma d’animation et de la télé-réalité. 
La chaîne fait partie du groupe Mediawan (Mediawan Thematics).

## Histoire de la chaîne
André Kemeny et Xavier Debatty, consultants dans le secteur audiovisuel, déposent en 1995 une candidature pour l'obtention d'une licence de diffusion en Communauté française de Belgique auprès de Laurette Onkelinx, Ministre-Présidente du gouvernement de la Communauté française. En août 2000, la société Youth Channel Television est officiellement créée pour devenir opérateur de cette nouvelle chaîne de télévision en projet. Le projet prévoit la création d'une chaîne généraliste, et non thématique, avec comme cible principale les jeunes de moins de 35 ans. La diffusion de films, divertissements, reportages et d'un journal télévisé quotidien de 20 minutes sont annoncés.
Le gouvernement de la Communauté française donne son accord à YTV en mars 2001 pour diffuser sur son territoire, mais demande que le nom anglophone du projet YTV (pour « Young TV ») soit changé pour un nom francophone. La convention est signée par le ministre de l'audiovisuel, Richard Miller, le 6 avril. Youth Channel Television choisit le nom AB3 (pour « Antenne Belge 3 ») qui fait du même coup référence à AB Groupe, détenteur de 25 % des parts de cette nouvelle chaîne à partir du 5 juillet 2001. Alain Krzentowski, président de la chaîne, déclare ne pas avoir fixé d'objectif précis en termes d'audience, ajoutant qu'il serait déjà satisfait si la barre des 5 % de part de marché était dépassée.
Le 6 octobre 2001 à 18h30, AB3 commence à diffuser ses programmes sur les réseaux câblés de la Communauté française de Belgique et vient ainsi bouleverser l'équilibre historique du paysage audiovisuel belge partagé jusqu'ici entre la RTBF et RTL Group. La première émission diffusée par AB3 est le journal télévisé présenté en direct par Vanessa Boularès et dirigé par Erik Silance. Un mois après son lancement, les audiences de la chaîne semblent prometteuses : AB3 réalise une moyenne de 4,5 à 5 % de part de marché sur les 15-34 ans, et de 3,5 à 4 % sur les 18-44 ans.
En janvier 2002, AB3 envisage d'investir le champ du télé-achat : la chaîne dépose une demande en ce sens auprès du CSA. L'avis du CSA s'avère finalement favorable, quoiqu'il attire l'attention sur l'adéquation difficilement perceptible entre le public-cible d'AB3 (15-35 ans) et la cible habituelle des programmes de télé-achat. L'intention de la chaîne est alors de diffuser son programme de télé-achat durant la matinée, à concurrence de 2 heures par jour.
Le 17 décembre 2003, l'autorisation de diffusion d'AB3 est renouvelée pour neuf ans par le CSA avec prise d'effet au 1er janvier 2004.
Depuis le début de l'année 2007, la diffusion des programmes d'AB3 et d'AB4 se fait à partir du siège d'AB Groupe à La Plaine Saint-Denis dans la banlieue parisienne, afin de créer une plus grande synergie entre les chaînes du groupe et réduire les coûts de personnel en Belgique face à une audience toujours moyenne. La diffusion se fait entre les deux pays via de nouvelles technologies numériques. Cette décision ne serait pas étrangère à l'entrée du groupe TF1 dans le capital d'AB Groupe.
Depuis mai 2009, le Groupe TF1 est passé de 33,5 % à 49 % de participations dans la Holding WB Télévision qui dirige les chaines AB3, AB4 et Vidéoclick.
Le nouveau site internet plus moderne est mis en ligne le 17 septembre 2009.
En juin 2014, le groupe annonce que la chaine AB3 passera en HD.
Le 27 mars 2015 vers 11h00, la chaîne AB3 passe en Haute Définition sur Proximus TV.
Depuis le rachat d’AB Groupe le 30 janvier 2017 par Mediawan, la chaîne fait partie de la société Mediawan Thematics.

## Identité visuelle
Depuis le 17 septembre 2009 à 18h45, AB3 a changé de logo ainsi que l'habillage d'antenne, celui-ci est réalisé par la même société ayant travaillé pour TF1.
Le 2 février 2015 vers 10h00, la chaine change d'habillage et retravaille légèrement son logo. Certains jingles pub d'AB3 sont repris de l'ancien habillage de NT1 (lorsque NT1 appartenait à AB Groupe). Par ailleurs, le logo d'AB3 s'inspire  largement de l'ancien logo d'NT1.
Cet habillage sera progressivement ajouté à tous les supports de communication.

Logo d'AB3 du 6 octobre 2001 au 23 août 2004
Logo d'AB3 du 23 août 2004 au 17 septembre 2009
Logo d'AB3 du 17 septembre 2009 au 2 février 2015
Logo d'AB3 depuis le 2 février 2015

## Programmes
AB3 propose une programmation articulée selon sept axes : Films (avec 500 films/an), séries, magazines, jeunesse, sports, jeux/services. Sa philosophie tient en deux mots : « divertir et informer ».
En 2009, la chaîne prend un nouveau virage et enrichit encore plus son offre.
AB3 diffuse du lundi au vendredi entre 6h et 9h « Le 6/9 sur NRJ » avec Béné, JerM et Tanguy. 

### Séries
Séries françaises
- Cas de divorce
- Diane, femme flic
- Hélène et les Garçons
- Le Jour où tout a basculé
- Le Miracle de l'amour
- Les Filles d'à côté
- Les Mystères de l'amour
- Les Vacances de l'amour
- Pep's
- Premiers baisers
- Salut les Musclés
- Une femme d'honneur

 Séries allemandes
- 112 Unité d'urgence
- Alerte Cobra
- Brigade du crime

 Séries américaines
récemment diffusées
- Dawson
- Desperate Housewives
- Dinotopia, la série
- Docteur Quinn, femme médecin
- Drop Dead Diva
- FBI : Portés disparus
- Friends
- Gilmore Girls
- Ghost Whisperer
- Grey's Anatomy
- Hartley, cœurs à vif
- Les Frères Scott
- Malcolm
- Monk
- NCIS : Enquêtes spéciales
- Newport Beach
- New York, section criminelle
- New York, unité spéciale
- Private Practice
- Sept à la maison
- Switched
- The Resident
- Urgences

anciennement diffusées
- 21 Jump Street
- Agence tous risques
- Alerte à Malibu
- Alf
- BeastMaster, le dernier des survivants
- Beverly Hills 90210
- Blue Water High
- Charmed
- Columbo
- Dingue de toi
- Flipper le dauphin
- Gossip Girl
- Jack and Jill
- K2000
- Kenan et Kel
- La Petite Maison dans la prairie
- La Vie de famille
- Le Rebelle
- Las Vegas
- Mariés, deux enfants
- New York, police judiciaire
- Pacific Blue
- Parents à tout prix
- Parker Lewis ne perd jamais
- Preuve à l'Appui
- Profiler
- Sauvés par le gong
- Sex and the City
- Sliders : Les Mondes parallèles
- Stargate SG-1
- Top Models
- True Blood
- Un agent très secret
- Vampire Diaries
- Viper
- Waikiki Ouest
- Walker, Texas Ranger
- Xena, la guerrière

### Émissions
récemment diffusées
- Le Wake Up Show  (Morning de NRJ Belgique en diffusion simultanée)
- 90' Enquêtes
- Adam recherche Ève
- Baby Boom
- Cauchemar en cuisine
- C'est mon choix
- La Villa des cœurs brisés
- Les Enquêtes Impossibles
- Pascal, le grand frère
- Reporters
- Super Nanny
- Tous Ensemble
- The Island, seul au monde (émission qui sera diffusée à partir du 21 mai 2015)

anciennement diffusées
- 50 Minutes Inside
- À Prendre Ou à Laisser
- Affaires criminelles
- Beauty and the Geek
- Ça se discute
- Ça va se savoir
- Confessions intimes
- Culture Pub
- Drôles de Gags
- Fort Boyard
- Hell's Kitchen
- Incroyable mais vrai, le mag !
- L'Hôpital des Enfants
- Le Bigdil
- Le Mur Infernal
- Les Enfants de la télé
- Les Grosses Têtes (rediffusions de la version télé)
- Les Maçons du Cœur
- Ma Drôle De Vie
- Mission Sauvage
- Morandini !
- Seul face à la nature
- Star Academy
- S.O.S Nounou (en)
- TV Belgiek
- Ushuaïa Nature

### Sport
- WWE Monday Night RAW
- WWE Friday Night SmackDown!
- WWE Main Event
- WWE Pay-Per-View

### Dirigeants
- Directeur général de Mediawan Thematics

Vincent Grynbaum
- Directrice générale adjointe chargée des contenus

Sonia Latoui
- Directrice de programmation et antenne des chaînes divertissements et cinéma

Mylène Patou
- Responsable du pôle belge et du pôle étude

Pierre Abeille

## Diffusion
AB3 est disponible partout en Belgique par satellite, sur le câble, sur IPTV.
La chaîne est également reprise par les principaux distributeurs au Luxembourg et sur le câble et l’IPTV en Suisse avec fenêtre publicitaire spécifique.
La chaîne diffuse également en streaming depuis son site internet accessible uniquement pour la Belgique.

## Audiences
Source : Centre d'Information sur les Médias.

### Audience globale
| Année | Parts de marché |
| ----- | --------------- |
| 2000  | —               |
| 2001  | 0,7 %           |
| 2002  | 3,6 %           |
| 2003  | 4,4 %           |
| 2004  | 3,8 %           |
| 2005  | 3,8 %           |
| 2006  | 3,8 %           |
| 2007  | 3,6 %           |
| 2008  | 3,6 %           |
| 2009  | 4,1 %           |

| Année | Parts de marché |
| ----- | --------------- |
| 2010  | 4,7 %           |
| 2011  | 4,5 %           |
| 2012  | 4,5 %           |
| 2013  | 4,6 %           |
| 2014  | 4,71 %          |
| 2015  | 5,1 %           |
| 2016  | 5,3 %           |
| 2017  | 5,44 %          |
| 2018  | 5,92 %          |
| 2019  | 5,99 %          |

| Année | Parts de marché |
| ----- | --------------- |
| 2020  | 4,58 %          |
| 2021  | —               |
| 2022  | —               |
| 2023  | —               |
| 2024  | —               |
| 2025  | —               |
| 2026  | —               |
| 2027  | —               |
| 2028  | —               |
| 2029  | —               |

Avec une audience moyenne de 4,58 % de part de marché en 2020, AB3 est la quatrième chaîne belge francophone la plus regardée, derrière La Une (20,13 %), RTL-TVI (19,63 %) et Tipik (4,76 %). Si on prend en compte les chaînes étrangères, elle n'est que la septième chaîne la plus regardée en Belgique francophone, derrière La Une, RTL-TVI, TF1 (12,38 %), France 2 (6,30 %), Tipik et France 3 (4,70 %).

### Records d'audience
AB3 a atteint son record d'audience historique le 8 avril 2010 avec 573 430 téléspectateurs pour 32,5 % de part de marché, en diffusant la rencontre de Ligue Europa opposant le Standard de Liège au Hambourg SV. Ce résultat bat le précédent record de la chaîne, établi une semaine plus tôt lors du match aller (Hambourg/Standard), lequel avait réuni 465 970 téléspectateurs (26,6 % PDM).

### Top 10 des programmes les plus regardés par année
| 2020 | 2020                                                           | 2020       | 2020                      | 2020           |
|      | Programme                                                      | Date       | Nombre de téléspectateurs | Part de marché |
| ---- | -------------------------------------------------------------- | ---------- | ------------------------- | -------------- |
| 1    | Astérix et Obélix : Au service de Sa Majesté                   | 03/04/2020 | 185 500                   | 9,1 %          |
| 2    | Dossiers criminels                                             | 16/11/2020 | 164 100                   | 9,4 %          |
| 3    | 007 Spectre                                                    | 06/11/2020 | 157 600                   | 8,5 %          |
| 4    | Chirurgie pour enfants - Ils redonnent le sourire aux familles | 02/04/2020 | 156 200                   | 10,7 %         |
| 5    | Red                                                            | 18/02/2020 | 155 200                   | 9,2 %          |
| 6    | Astérix chez les Bretons                                       | 19/12/2020 | 150 000                   | 9,1 %          |
| 7    | Killer Elite                                                   | 17/12/2020 | 144 000                   | 9,1 %          |
| 8    | Appels d'urgence                                               | 11/10/2020 | 142 800                   | 9,4 %          |
| 9    | Évasion                                                        | 01/04/2020 | 139 600                   | 8,0 %          |
| 10   | Voyage au centre de la Terre 2                                 | 03/11/2020 | 139 300                   | 8,0 %          |

| 2019 | 2019                                           | 2019       | 2019                      | 2019           |
|      | Programme                                      | Date       | Nombre de téléspectateurs | Part de marché |
| ---- | ---------------------------------------------- | ---------- | ------------------------- | -------------- |
| 1    | La Reine des neiges                            | 22/12/2019 | 237 200                   | 24,3 %         |
| 2    | Le Roi lion                                    | 14/12/2019 | 213 900                   | 14,8 %         |
| 3    | Nanny McPhee et le Big Bang                    | 06/03/2019 | 205 100                   | 12,3 %         |
| 4    | Matilda                                        | 08/06/2019 | 203 500                   | 12,9 %         |
| 5    | La Reine des neiges : Joyeuses fêtes avec Olaf | 22/12/2019 | 195 600                   | 18,6 %         |
| 6    | Appels d'urgence                               | 10/03/2019 | 190 700                   | 12,0 %         |
| 7    | Agents presque secrets                         | 30/01/2019 | 183 800                   | 11,5 %         |
| 8    | Maman, j'ai encore raté l'avion !              | 11/12/2019 | 176 900                   | 11,4 %         |
| 9    | La Petite Sirène                               | 22/12/2019 | 174 500                   | 19,6 %         |
| 10   | Maman, j'ai raté l'avion !                     | 04/12/2019 | 174 500                   | 11,4 %         |

| 2018 | 2018                                         | 2018       | 2018                      | 2018           |
|      | Programme                                    | Date       | Nombre de téléspectateurs | Part de marché |
| ---- | -------------------------------------------- | ---------- | ------------------------- | -------------- |
| 1    | Astérix et Obélix : Au service de Sa Majesté | 22/09/2018 | 222 900                   | 14,6 %         |
| 2    | La Belle et la Bête                          | 17/03/2018 | 190 600                   | 11,1 %         |
| 3    | Rebelle                                      | 06/01/2018 | 187 600                   | 10,5 %         |
| 4    | Dossiers criminels                           | 15/01/2018 | 184 600                   | 9,9 %          |
| 5    | 90' Enquêtes                                 | 25/02/2018 | 183 000                   | 10,1 %         |
| 6    | La Reine des neiges                          | 24/11/2018 | 181 700                   | 11,6 %         |
| 7    | Baby-Sittor                                  | 29/09/2018 | 173 900                   | 10,4 %         |
| 8    | Chiens des neiges                            | 30/11/2018 | 172 600                   | 11,4 %         |
| 9    | Reporters                                    | 25/03/2018 | 172 600                   | 9,9 %          |
| 10   | Da Vinci Code                                | 30/10/2018 | 171 100                   | 10,1 %         |

| 2017 | 2017                                                 | 2017       | 2017                      | 2017           |
|      | Programme                                            | Date       | Nombre de téléspectateurs | Part de marché |
| ---- | ---------------------------------------------------- | ---------- | ------------------------- | -------------- |
| 1    | Baby-Sittor                                          | 28/10/2017 | 213 600                   | 12,9 %         |
| 2    | Astérix et Obélix : Au service de Sa Majesté         | 07/10/2017 | 187 800                   | 12,0 %         |
| 3    | Ratatouille                                          | 18/03/2017 | 187 600                   | 10,9 %         |
| 4    | Maman, j'ai raté l'avion                             | 09/12/2017 | 182 100                   | 11,1 %         |
| 5    | Un mariage de princesse                              | 05/02/2017 | 180 700                   | 14,4 %         |
| 6    | Pirates des Caraïbes : La Malédiction du Black Pearl | 06/05/2017 | 176 600                   | 10,5 %         |
| 7    | La Faille                                            | 21/02/2017 | 176 200                   | 9,2 %          |
| 8    | La Belle et le Clochard                              | 11/03/2017 | 168 200                   | 10,1 %         |
| 9    | Patron incognito                                     | 28/09/2017 | 167 800                   | 12,1 %         |
| 10   | Hyper Noël                                           | 23/12/2017 | 166 300                   | 8,7 %          |

| 2016 | 2016                                      | 2016       | 2016                      | 2016           |
|      | Programme                                 | Date       | Nombre de téléspectateurs | Part de marché |
| ---- | ----------------------------------------- | ---------- | ------------------------- | -------------- |
| 1    | Maman, j'ai raté l'avion                  | 28/12/2016 | 201 800                   | 11,0 %         |
| 2    | Indiana Jones et le Temple maudit         | 26/11/2016 | 189 800                   | 11,6 %         |
| 3    | L'attaque du métro 123                    | 15/03/2016 | 176 800                   | 8,9 %          |
| 4    | Benjamin Gates et le Livre des secrets    | 20/11/2016 | 168 100                   | 13,1 %         |
| 5    | Sister Act 2                              | 26/09/2016 | 165 800                   | 9,7 %          |
| 6    | Le Livre de la jungle                     | 16/04/2016 | 162 100                   | 10,0 %         |
| 7    | Benjamin Gates et le Trésor des Templiers | 11/11/2016 | 160 800                   | 10,1 %         |
| 8    | Shrek le Troisième                        | 05/11/2016 | 158 600                   | 9,0 %          |
| 9    | Indiana Jones et la Dernière Croisade     | 03/12/2016 | 157 400                   | 9,8 %          |
| 10   | Sister Act                                | 19/09/2016 | 154 900                   | 8,9 %          |

| 2015 | 2015                                            | 2015       | 2015                      | 2015           |
|      | Programme                                       | Date       | Nombre de téléspectateurs | Part de marché |
| ---- | ----------------------------------------------- | ---------- | ------------------------- | -------------- |
| 1    | Pretty Woman                                    | 16/03/2015 | 213 788                   | 11,2 %         |
| 2    | Sister Act 2                                    | 23/02/2015 | 191 385                   | 9,1 %          |
| 3    | Indiana Jones et le Royaume du crâne de cristal | 21/11/2015 | 189 289                   | 10,8 %         |
| 4    | Rambo                                           | 13/01/2015 | 175 085                   | 9,1 %          |
| 5    | Super Noël                                      | 22/12/2015 | 174 896                   | 9,1 %          |
| 6    | Ratatouille                                     | 19/09/2015 | 170 781                   | 12,1 %         |
| 7    | Indiana Jones et le Temple maudit               | 11/04/2015 | 166 686                   | 10,2 %         |
| 8    | Les Aventuriers de l'arche perdue               | 31/10/2015 | 165 923                   | 10,2 %         |
| 9    | Fast and Furious 4                              | 27/03/2015 | 163 776                   | 9,7 %          |
| 10   | Indiana Jones et la Dernière Croisade           | 18/04/2015 | 159 046                   | 9,8 %          |

| 2014 | 2014                    | 2014       | 2014                      | 2014           |
|      | Programme               | Date       | Nombre de téléspectateurs | Part de marché |
| ---- | ----------------------- | ---------- | ------------------------- | -------------- |
| 1    | Rambo 3                 | 20/01/2014 | 179 100                   | 9,8 %          |
| 2    | Ratatouille             | 11/10/2014 | 162 800                   | 10,3 %         |
| 3    | Rasta Rocket            | 01/12/2014 | 151 900                   | 7,8 %          |
| 4    | 90' Enquêtes            | 12/10/2014 | 151 800                   | 8,5 %          |
| 5    | Rambo 2                 | 13/01/2014 | 147 000                   | 7,6 %          |
| 6    | Nanny McPhee            | 22/03/2014 | 141 200                   | 8,0 %          |
| 7    | Super Nanny             | 03/12/2014 | 140 700                   | 7,4 %          |
| 8    | Pearl Harbor            | 21/11/2014 | 136 600                   | 8,6 %          |
| 9    | La Belle et le Clochard | 23/08/2014 | 140 768                   | 7,4 %          |
| 10   | Le Collectionneur       | 06/10/2014 | 135 700                   | 7,2 %          |

| 2013 | 2013                                | 2013       | 2013                      | 2013           |
|      | Programme                           | Date       | Nombre de téléspectateurs | Part de marché |
| ---- | ----------------------------------- | ---------- | ------------------------- | -------------- |
| 1    | Shooter, tireur d'élite             | 25/02/2013 | 185 227                   | 9,4 %          |
| 2    | 90' Enquêtes                        | 20/10/2013 | 163 787                   | 8,2 %          |
| 3    | Reporters                           | 24/02/2013 | 156 763                   | 9,8 %          |
| 4    | La Coccinelle revient               | 12/10/2013 | 153 348                   | 8,9 %          |
| 5    | Transformers                        | 15/11/2013 | 151 235                   | 8,8 %          |
| 6    | Norbit                              | 11/09/2013 | 144 709                   | 8,5 %          |
| 7    | Taxi 3                              | 30/10/2013 | 142 652                   | 9,8 %          |
| 8    | Inside Man : L'Homme de l'intérieur | 04/02/2013 | 142 103                   | 8,6 %          |
| 9    | Baby Boom                           | 24/10/2013 | 140 768                   | 7,4 %          |
| 10   | Star Academy : Le prime             | 03/01/2013 | 138 833                   | 8,4 %          |

| 2012 | 2012                                         | 2012       | 2012                      | 2012           |
|      | Programme                                    | Date       | Nombre de téléspectateurs | Part de marché |
| ---- | -------------------------------------------- | ---------- | ------------------------- | -------------- |
| 1    | Football : Ligue Europa : Cracovie/Standard  | 16/02/2012 | 362 709                   | 22,9 %         |
| 2    | Football : Ligue Europa : Anderlecht/Alkmaar | 23/02/2012 | 348 370                   | 20,2 %         |
| 3    | Football : Ligue Europa : Standard/Hanovre   | 08/03/2012 | 292 518                   | 17 %           |
| 4    | Football : Ligue Europa : Standard/Cracovie  | 23/02/2012 | 284 254                   | 15,7 %         |
| 5    | Football : Ligue Europa : Alkmaar/Anderlecht | 16/02/2012 | 271 772                   | 14,8 %         |
| 6    | Football : Ligue Europa : Hanovre/Standard   | 15/03/2012 | 240 618                   | 13,9 %         |
| 7    | Star Academy : Le prime                      | 06/12/2012 | 183 282                   | 14 %           |
| 8    | Football : Ligue Europa : At. Madrid/Bilbao  | 09/05/2012 | 143 104                   | 8,3 %          |
| 9    | Une femme d'honneur                          | 08/05/2012 | 142 612                   | 10,6 %         |
| 10   | Held for Ransom                              | 30/01/2012 | 137 616                   | 16,1 %         |

| 2011 | 2011                                           | 2011       | 2011                      | 2011           |
|      | Programme                                      | Date       | Nombre de téléspectateurs | Part de marché |
| ---- | ---------------------------------------------- | ---------- | ------------------------- | -------------- |
| 1    | Football : Ligue Europa : Standard/Poltava     | 20/10/2011 | 318 706                   | 17,4 %         |
| 2    | Football : Ligue Europa : Standard/Copenhague  | 29/09/2011 | 288 124                   | 17,5 %         |
| 3    | Football : Ligue Europa : Poltava/Standard     | 03/11/2011 | 277 915                   | 15,4 %         |
| 4    | Football : Ligue Europa : Anderlecht/Graz      | 03/11/2011 | 276 307                   | 15,2 %         |
| 5    | Football : Ligue Europa : Anderlecht/Athènes   | 15/09/2011 | 266 755                   | 16,7 %         |
| 6    | Football : Ligue Europa : Anderlecht/L. Moscou | 14/12/2011 | 258 896                   | 16,2 %         |
| 7    | Football : Ligue Europa : Graz/Anderlecht      | 20/10/2011 | 257 103                   | 14,4 %         |
| 8    | Football : Ligue Europa : Hanovre/Standard     | 15/09/2011 | 245 199                   | 15,6 %         |
| 9    | Football : Ligue Europa : Anderlecht/Ajax      | 17/02/2011 | 240 285                   | 13,7 %         |
| 10   | Football : Ligue Europa : Standard/Hanovre     | 30/11/2011 | 226 844                   | 13,6 %         |

Tous les téléspectateurs de 4 ans et plus, plus d'éventuels invités. Durée des programmes supérieure à 15 minutes.